# Prickdanio
Prickdanio (Danio nigrofasciatus) är en fiskart som först beskrevs av Day, 1870.  Prickdanio ingår i släktet Danio och familjen karpfiskar. IUCN kategoriserar arten globalt som otillräckligt studerad. Inga underarter finns listade i Catalogue of Life.